# كابروني كا.71
كابروني كا.71 (بالإنجليزية: Caproni Ca.71)‏ هي طائرةٌ إيطاليَّة، صنعتها شركة كابروني للطائرات، وكان أول تحليقٍ لها في 1927.